# Lycodon tiwarii
Lycodon tiwarii là một loài rắn trong họ Rắn nước. Loài này được Biswas & Sanyal mô tả khoa học đầu tiên năm 1965.